# 399 (szám)
A 399 (római számmal: CCCXCIX) egy természetes szám, szfenikus szám, a 3, a 7 és a 19 szorzata.

## A szám a matematikában
A tízes számrendszerbeli 399-es a kettes számrendszerben 110001111, a nyolcas számrendszerben 617, a tizenhatos számrendszerben 18F alakban írható fel.
A 399 páratlan szám, összetett szám, azon belül szfenikus szám. Lucas–Carmichael-szám. Kanonikus alakban a 31 · 71 · 191 szorzattal, normálalakban a 3,99 · 102 szorzattal írható fel. Nyolc osztója van a természetes számok halmazán, ezek növekvő sorrendben: 1, 3, 7, 19, 21, 57, 133 és 399.
Másodfajú Leyland-szám, tehát felírható {\displaystyle x^{y}-y^{x}} alakban.
A 399 négyzete 159 201, köbe 63 521 199, négyzetgyöke 19,97498, köbgyöke 7,36192, reciproka 0,0025063. A 399 egység sugarú kör kerülete 2506,99094 egység, területe 500 144,69204 területegység; a 399 egység sugarú gömb térfogata 266 076 976,2 térfogategység.